# Wildwurmgraben
Der Wildwurmgraben ist ein linker Zufluss des Iglseebachs bei Pleinfeld im mittelfränkischen Landkreis Weißenburg-Gunzenhausen.

## Verlauf
Der Wildwurmgraben entspringt auf einer Höhe von 478 m ü. NHN zwischen Walting im Süden und Mannholz im Norden unweit der Kreisstraße WUG 17. Nach einem Lauf von rund 1,7 Kilometern mündet der Wildwurmgraben auf einer Höhe von 399 m ü. NHN nordwestlich von Walting und östlich von Mischelbach von links in den Iglseebach.